# Carry on wayward son
Carry on wayward son is een single van Kansas. Het is afkomstig van hun album Leftoverture en geschreven door gitarist Kerry Livgren. Het succes van Kansas was voornamelijk beperkt tot de Verenigde Staten en Canada. In de Verenigde Staten haalde het een elfde plaats in de Billboard Hot 100, in Canada een vijfde plaats. Het is daar dan ook terug te vinden op talloze verzamel- en livealbums van deze band, die overigens ook alleen daar succes hadden.
Europa liet de plaat links liggen, alhoewel het ook maar net buiten de Britse Top 40 bleef. In België en Nederland werd geen notering in de hitlijsten gehaald. Hoewel het nummer aanvankelijk dus alleen in de Verenigde Staten en Canada een hit wordt, groeit het later uit tot een van de eerste AOR-klassiekers.
Er is van het nummer een aantal covers bekend. GWAR speelde het, net als Yngwie Malmsteen. Ook Nexx, de vroegere band van zangeres Patricia Tapia, had het op het repertoire.

## NPO Radio 2 Top 2000
| Nummer met noteringen in de NPO Radio 2 Top 2000 | '13  | '14 | '15 | '16 | '17 | '18 | '19  | '20  | '21  | '22  | '23  | '24  |
| ------------------------------------------------ | ---- | --- | --- | --- | --- | --- | ---- | ---- | ---- | ---- | ---- | ---- |
| Carry On Wayward Son                             | 1817 | 817 | 643 | 835 | 777 | 965 | 1079 | 1128 | 1111 | 1101 | 1182 | 1136 |

1. ↑  Een vetgedrukt getal geeft de hoogste notering aan.
2. ↑  2013 was het eerste jaar met een notering voor dit nummer.